# Zagreb (spoorwegen)
De Zagreb is een Europese internationale trein voor de verbinding Zagreb - Wenen. De trein is vernoemd naar de Kroatische hoofdstad.

## EuroCity
De Zagreb is op 15 december 2003 opgenomen in het EuroCity-net en rijdt tussen Wenen en Zagreb met de treinnummers EC 156,157. Tussen Wenen en de grensovergang Spielfeld-Straß mogen ook reizigers binnen Oostenrijk van de trein gebruikmaken en wordt de trein als OEC 156,157 aangeboden. De EU-buitengrens wordt in Dobova gepasseerd.

### Route en dienstregeling
| EC 156 | land           | station                | km  | EC 157 |
| ------ | -------------- | ---------------------- | --- | ------ |
|        | Oostenrijk     | Wien Südbahnhof        | 0   |        |
|        | Oostenrijk     | Wien - Meidling        | 4   |        |
|        | Oostenrijk     | Wiener Neustadt        | 50  |        |
|        | Semmeringroute |                        |     |        |
|        | Oostenrijk     | Mürzzuschlag           | 119 |        |
|        | Oostenrijk     | Kapfenberg             | 158 |        |
|        | Oostenrijk     | Bruck an de Mur        | 160 |        |
|        | Oostenrijk     | Graz                   | 214 |        |
|        | Oostenrijk     | Leibnitz               | 246 |        |
|        | Oostenrijk     | Spielfeld              | 261 |        |
|        | Slovenië       | Maribor                | 277 |        |
|        | Slovenië       | Pragersko              | 296 |        |
|        | Slovenië       | Celje                  | 344 |        |
|        | Slovenië       | Sevnica                | 374 |        |
|        | Kroatië        | Dobova                 | 407 |        |
|        | Kroatië        | Savski Marof           | 422 |        |
|        | Kroatië        | Zagreb Glavni Kolodvar | 437 |        |